# Der beschriebene Tännling
Der beschriebene Tännling ist eine Erzählung von Adalbert Stifter. Sie erschien 1846 im Rheinischen Taschenbuch auf das Jahr 1846.

## Inhalt
Die Erzählung ist in vier Kapitel unterteilt:
1. Der graue Strauch
2. Der bunte Schlag
3. Der grüne Wald
4. Der dunkle Baum

Vorgeschichte:
Schauplatz der Handlung ist Stifters Geburtsstadt Oberplan im Böhmerwald. Auf einem Hügel außerhalb der Stadt, dem Kreuzberg, gibt es eine Kapelle, deren Erbauung auf ein Wunder der Jungfrau Maria zurückgeht: Sie erschien einem Blinden im Traum und sagte ihm, er solle an einer bestimmten Stelle auf dem Berg graben und werde Wasser finden. Mit dem solle er sich die Augen waschen und werde wieder sehen. Der Blinde tat, wie ihm geheißen, konnte wieder sehen und sah das Bild Marias im Wasser. Die Bewohner der Gegend pilgerten zu der Stelle, um zu beten, später wurde eine Kapelle gebaut. Es gibt in der Gegend den Glauben, dass Kindern, die nach ihrer ersten Beichte in der Kapelle beten, ihre Bitte immer gewährt wird.
Handlung:
In einem kleinen Haus außerhalb des Dorfes Pichlern lebt eine Frau mit ihrer Tochter Hanna. Bei ihrem ersten Gebet betrachtet Hanna das Bild der Jungfrau Maria und bittet darum, irgendwann selbst so schöne Kleider zu tragen wie Maria auf dem Bild. Hanna wächst zu einem jungen Mädchen heran, deren Schönheit von allen bewundert wird. Der junge Holzfäller Hanns umschwärmt sie, sie erwidert seine Gefühle.
Es geht das Gerücht um, dass der Grundherr des Landes zusammen mit vielen anderen adligen Herren und Damen die Gegend bereisen wird, um in den Wäldern zu jagen und große Feste auf den Oberplaner Wiesen an der Moldau zu feiern. Als die Gesellschaft dann tatsächlich eintrifft, herrscht große Aufregung unter der einheimischen Bevölkerung, alle wollen der Jagd und den Festen zusehen. Der junge Adlige Guido hat ein Auge auf Hanna geworfen, man sieht die beiden oft zusammen und munkelt, er wolle sie heiraten.
Hanns bekommt davon nichts mit, da er in einem weit entfernten Holzschlag arbeitet und nur am Sonntag in die Stadt zurückkommt. Bei seiner Rückkehr laufen gerade die Vorbereitungen für die letzte Treibjagd sowie einen Tanz am folgenden Tag. Er beobachtet Hannas und Guidos Vertraulichkeiten und merkt sich, auf welcher Position im Wald Guido sich bei der Jagd aufstellen soll, nämlich beim beschriebenen Tännling – einer Tanne, in deren Stamm schon seit Generationen Liebende ihre Initialen oder Namen eingeritzt haben. Hanns holt seine Axt und geht zur Marienkapelle, um zu beten. Dann macht er sich auf zum beschriebenen Tännling, um dort zu übernachten und den am frühen Morgen eintreffenden Guido zu erwarten. In der Nacht erscheint ihm die Jungfrau Maria, die ihn streng und ernst ansieht, worauf Hanns nun glaubt, dass seine Bitte nicht erhört wird. Der Leser kann hier vermuten, dass Hanns vorhatte, Guido zu töten. Stattdessen kehrt er nun in seinen Holzschlag zurück. Kurz darauf wird bekannt, dass Hanna nun tatsächlich Guidos Braut ist und bald mit ihm und ihrer Mutter auf seinem Schloss leben wird.
Viele Jahre später lebt Hanns immer noch als Holzfäller in Oberplan und versorgt außerdem die drei Kinder seiner verstorbenen Schwester. Eines Tages fährt Hanna in ihrer Kutsche wieder durch den Ort, erkennt Hanns jedoch nicht wieder. Sie wirft ihm aus der Kutsche einen Taler zu, den Hanns als Gabe in die Kapelle bringt. Das Ende der Erzählung nimmt Bezug auf die Gnade der Wunscherfüllung durch das Marienbild: Während Hannas damalige Freundinnen glauben, dass Hannas Wunsch in Erfüllung gegangen sei, „erwiderte der uralte Schmied in Vorderstift: ‚An ihr hat sich eher ihre [Marias] Verwünschung als ihre Gnade gezeigt – ihre Weisheit, Gnade und Wundertätigkeit haben sich an jemand ganz anderem erwiesen.‘“

## Stil und Erzählweise
Die Handlung wird von einem auktorialen Erzähler wiedergegeben, der sich jedoch mit Kommentierungen des Geschehens und Darstellung von Gefühlen sehr zurückhält und sich stattdessen auf die Wiedergabe der Handlung und eine sehr genaue Natur- und Landschaftsbeschreibung konzentriert. Die Geschichte beginnt mit einer mehrere Seiten umfassenden Beschreibung der Gegend um Oberplan, des Kreuzbergs sowie des Blicks vom Berg hinab. Auch die adlige Gesellschaft wird sehr detailreich beschrieben, so etwa deren Kleidung, Speisen, Benehmen gegenüber dem Volk, sowie die aufwändigen Vorbereitungen zum Fest. Kritik an der Verschwendungssucht der Jagdgesellschaft wird nie explizit geäußert, kann aber, besonders aus dem Kontrast zum einfachen, gottesfürchtigen Leben der Oberplaner sowie aus dem Zweifel an Hannas scheinbar glücklichem Schicksal herausgehört werden.

## Quelle
- Adalbert Stifter: Der beschriebene Tännling. Uta Verlag, Naumburg (Saale) 1948.